# Cratoxylum arborescens
Cratoxylum arborescens là một loài thực vật có hoa thuộc họ Hypericaceae.
Loài này có ở Brunei, Indonesia, Malaysia, Myanma, và Singapore.